# 中村ゆり
中村 ゆり（なかむら ゆり、1982年3月15日 - ）は、日本で活動する女優、元歌手。
大阪府寝屋川市出身。アルファエージェンシー所属。元YURIMARIメンバー。

## 来歴
1996年、『ASAYAN』（テレビ東京）で開催された歌手オーディションに合格。友人の伊澤真理とデュオYURIMARIを結成。
1998年、歌手としてデビュー。6枚のシングルと1枚のアルバムを発表。
1999年、YURIMARIを解散した。
2003年、約3年の活動休止期間を経て、映画プロデューサーの勧めでオーディションを受け合格したのをきっかけに女優として活動を開始。映画、ドラマ、音楽PVなどに出演。
2007年、映画『パッチギ!』の続編『パッチギ! LOVE&PEACE』のキョンジャ役に抜擢される。同作での演技により、2007年度全国映連賞女優賞ならびに第3回おおさかシネマフェスティバル新人賞を受賞する。
2008年10月、the companyの舞台『1945』（脚本・青木豪、演出・ロバート・アラン・アッカーマン）に出演。
2013年3月1日、エイベックス・マネジメントからアルファエージェンシーに移籍。
2020年1月期放送の『今夜はコの字で』（BSテレ東）に浅香航大とともにダブル主演し、37歳で民放の連続ドラマにて初主演を務める。

## 人物
身長164cm、体重42kg。スリーサイズはB84.5cm、W59cm、H85cm。 
父親が在日3世・母親が韓国生まれで、韓国籍。映画『パッチギ! LOVE&PEACE』公開翌日の『朝日新聞』紙上において自身も在日であることを明かし、「出身を隠すつもりはないけど、わざわざ『在日です』と主張することもない」と語っている。
ダンサーで女優の北林明日香と仲が良く、プライベートでも一緒に旅行に行ったりするほどである。YURIMARI時代のMARIこと本名（内田真理）とも仲が良く2023年正月のインスタグラムでは30年来の友と記している。

## 出演
役名の太字は主演作品。

### 映画
- 最も危険な刑事まつり「続 名探偵刑事」（2003年5月24日、コムテッグ）
- 偶然にも最悪な少年（2003年9月13日、東映） - アオイ 役
- 穴 「怪奇穴人間」（2004年7月10日、ケイエスエス） - 花恵 役
- ユダ（2004年8月21日、ユーロスペース）[注 2]
- さくらん（2007年3月31日、アスミック・エース） - 舞鶴 役
- パッチギ! LOVE&PEACE（2007年5月19日、シネカノン） - 李慶子 役[7]
- 天国からのラブレター（2007年9月15日、CCRE） - 本村弥生 役
- R246 STORY 「JIROルー伝説のYO NA O SHI」（2008年8月23日、ゴー・シネマ） - おふみ 役
- ララピポ（2009年2月7日、日活） - 佐藤智子 役
- 呪怨 黒い少女（2009年6月27日、ティ・ジョイ / 東映ビデオ） - 真理子 役
- めおん 「ランプウェイの向こうに」（2009年11月23日、BOBOS） - 彩花 役[注 3]
- パレード（2010年2月20日、ショウゲート） - 松園貴和子 役
- BUNGO 日本文学シネマ 「魔術」（2010年5月8日、アニプレックス） - 文子 役
- 恐怖（2010年7月10日、東京テアトル） - 太田みゆき 役
- 桜田門外ノ変（2010年10月16日、東映） - いの 役
- ばかもの（2010年12月18日、ゴー・シネマ） - 山根ユキ 役
- 奇跡（2011年6月11日、ギャガ） - 青木先生 役
- 妖しき文豪怪談 「後の日」（2011年8月16日、NHKエンタープライズ） - 室生とみ子 役[注 4]
- 犬のおまわりさん てのひらワンコ3D（2011年8月27日、AMGエンタテインメント） - 伴喜美子 役
- シャッフル SHUFFLE（2011年10月22日、ビターズ エンド） - 牧野カオリ 役
- はやぶさ 遥かなる帰還（2012年2月11日、東映） - 松本夏子 役
- 種まく旅人〜みのりの茶〜（2012年3月17日、ゴー・シネマ） - 栗原香苗 役
- 黄金を抱いて翔べ（2012年11月3日、松竹） - 北川圭子 役
- EDEN（2012年11月17日、SUMOMO） - 仲里アカネ 役[注 5]
- 僕の中のオトコの娘（2012年12月1日、太秦） - 足立裕子 役
- 百年の時計（2013年5月25日[注 6]、ブルー・カウボーイズ） - 氏部由紀乃（若年期） 役
- そして父になる（2013年9月28日、ギャガ） - 宮崎祥子 役
- ゲノムハザード ある天才科学者の5日間（2014年1月24日、アスミック・エース） - ハン・ユリ 役
- 薔薇色のブー子（2014年5月30日、東宝映像事業部） - みちる 役
- わたしのハワイの歩きかた（2014年6月14日、東映） - 早川愛子 役
- 円卓 こっこ、ひと夏のイマジン（2014年6月21日、東宝映像事業部） - 朴朋美 役
- 劇場版 零〜ゼロ〜（2014年9月26日、KADOKAWA） - 麻生真由美 役[注 7]
- マエストロ!（2015年1月31日、松竹 / アスミック・エース）
- S-最後の警官-奪還 RECOVERY OF OUR FUTURE (2015年8月29日公開)
- 全開の唄（2015年10月3日公開） - 川上綾香 役[14]
- ハッピーランディング（2015年6月6日、クォーボ・ピクチャーズ） - 主演：西沢薫子 役
- ディアーディアー（2015年10月24日、オフィス桐生） - 顕子 役[5]
- リップヴァンウィンクルの花嫁（2016年3月26日、東映） - 新婦役
- 海よりもまだ深く（2016年5月21日、ギャガ） - 愛美（まなみ） 役
- 太陽の蓋（2016年7月16日、太秦） - 麻奈美 役
- 破門 ふたりのヤクビョーガミ（2017年1月28日、松竹） - 多田真由美 役
- 点（2017年9月23日、S・D・P） - ともえ 役
- 8年越しの花嫁 奇跡の実話（2017年12月16日、松竹） - 島尾真美子 役
- 増山超能力師事務所 激情版は恋の味（2018年3月31日、KATSU-do） - 住吉悦子 役
- 愛唄 -約束のナクヒト-（2019年1月25日、東映） - 小池妙子 役[15]
- 21世紀の女の子（2019年2月8日、ABCライツビジネス）
- 居眠り磐音（2019年5月17日、松竹） - 遊郭『三浦屋』花魁・高尾太夫 役
- 影に抱かれて眠れ（2019年9月6日、BS-TBS） - 永井響子 役
- 影踏み（2019年11月8日群馬先行公開/11月15日全国公開、東京テアトル） - 稲村葉子 役[16]
- good people（2019年12月7日、NexTone/ティ・ジョイ）
- Fukushima 50（2020年3月6日、松竹・KADOKAWA） - 前田かな 役
- Arc アーク（2021年6月25日、ワーナー・ブラザース映画） - ハル 役[17]
- DIVOC-12「海にそらごと」（2021年10月1日、ソニー・ピクチャーズ） - 主演[18]
- 愛のまなざしを（2021年11月12日、 イオンエンターテイメント） - 滝沢薫 役[19]
- 窓辺にて（2022年11月4日、東京テアトル） - 市川紗衣 役[20]
- 母性（2022年11月23日、ワーナー・ブラザース映画） - 佐々木仁美 役[21]
- 嘘八百 なにわ夢の陣（2023年1月公開）- 山根寧々 役[22]
- 市子（2023年12月8日公開、ハピネットファントム・スタジオ） - 川辺なつみ 役[23]
- あまろっく（2024年4月19日公開、ハピネットファントム・スタジオ） - 近松愛子 役[24][25]
- 鬼平犯科帳 血闘（2024年5月10日公開、松竹） - おまさ 役 [26][27]
- 平場の月（2025年11月14日公開予定、東宝）[28]

### テレビドラマ
- ダムド ファイル シーズンIII バレンタインデー 中区（2004年2月13日、名古屋テレビ） - 岡本みゆき 役
- トキオ 父への伝言 第12話（2004年9月16日、NHK総合テレビ）
- 東京フレンズ[注 8] 第1話（2005年7月24日、フジテレビ） - 美里 役
- 24時間あたためますか? 疾風怒涛コンビニ伝 第3章 「恋するコンビニ」（2008年3月15日、日本テレビ） - 今泉正美 役
- 東京大空襲（2008年3月17日 - 18日、日本テレビ） - 水橋志乃 役
- 音女 025 「そばだてるオトメ」（2008年5月19日、テレビ朝日） - 怜奈 役
- 音女 027 「嫁ぐオトメ」（2008年5月21日、テレビ朝日） - ひとみ 役
- 音女 030 「信じるオトメ」（2008年5月27日、テレビ朝日） - なつみ 役
- 音女 032 「潔白のオトメ」（2008年5月29日、テレビ朝日） - 美和子 役
- 歌ドラ 〜心に残るあの名曲〜 Get Along Together（2008年8月24日、BSフジ） - 明日香 役
- ありがとう、オカン（2008年10月7日、関西テレビ） - 岩井のぞみ 役
- 枯れオヤジ〜カレセンと呼ばないで〜 episode.1 「エスプレッソの苦み」（2008年10月12日、BSフジ） - 一色美奈子 役
- 親孝行プレイ 第7話（2008年11月12日、MBS） - 横田ユカリ 役
- トライアングル（2009年1月6日 - 3月17日、関西テレビ） - 花井安奈 役
- セレぶり3（2009年1月9日 - 3月27日、テレビ東京） - 星村美智子（ミチコマン） 役 
  - 第6話 - 星村サチコ 役
- 帰ってくるのか!? 33分探偵（2009年3月21日、フジテレビ） - 麗子先生 役
- BOSS CASE3（2009年4月30日、フジテレビ） - 小宮直美 役
- LOVE GAME 第3話（2009年5月7日、読売テレビ） - 四条小百合 役
- 猿ロック Episode1 / Episode5-1（2009年7月23日 - 30日 / 10月1日、読売テレビ） - エリ 役
- 東京DOGS 第2話（2009年10月26日、フジテレビ）
- 星新一ショートショート 「古風な愛」（2010年1月2日、NHK）
- TAXMEN CASE-04（2010年2月8日 - 15日、TOKYO MX） - 間宮アキ 役
- BUNGO -日本文学シネマ- 「魔術」（2010年2月16日、TBS） - 文子 役
- MUSICAL3（2010年4月5日 - 6月28日、TOKYO MX） - 四季アキ 役
- アザミ嬢のララバイ 「しろへびの涙」（2010年5月5日、MBS） - ユキ 役
- 月の恋人〜Moon Lovers〜（2010年5月10日 - 7月5日、フジテレビ） - 笠原由紀 役
- GM〜踊れドクター 第2話（2010年7月25日、TBS） - 真咲泉 役
- 妖しき文豪怪談 「後の日」（2010年8月26日、NHK BS-hi） - 室生とみ子 役
- 新・ミナミの帝王（2010年9月21日、関西テレビ） - 麗子 役
- 龍馬伝 第40話 - 第41話（2010年10月3日 - 10日、NHK） - うの 役
- モリのアサガオ 新人刑務官と或る死刑囚「絆」の物語 第2話（2010年10月25日、テレビ東京） - 倉持多恵子 役
- その街の今は（2010年11月21日、関西テレビ） - 歌 役
- 示談交渉人 ゴタ消し 第11話（2011年3月17日、読売テレビ） - 星野茜 役
- 連続テレビ小説（NHK）
  - おひさま 第27話 - 第29話（2011年5月4日 - 6日） - 野中タエ 役
  - 梅ちゃん先生 第1週 - 第3週（2012年4月2日 - 21日） - 節子先生 役
  - 花子とアン 第14週 - 第15週（2014年6月30日 - 7月12日） - 村岡香澄 役
  - わろてんか 第10週 - （2017年12月5日 - ） - お夕 役
  - エール 第19週 - （2020年10月22日 - ） - 永田ユリカ 役
- DOCTORS 最強の名医（2011年10月27日 - 12月15日、テレビ朝日） - 相良真希 役
  - Special（2013年6月1日）
- 世にも奇妙な物語 2011年 秋の特別編 「JANKEN」（2011年11月26日、フジテレビ） - 石原紗枝 役
- デカ 黒川鈴木 第7話（2012年2月16日、読売テレビ） - 岡林咲子 役
- カンブリアン ウォーズ（2012年2月18日、NHK BSプレミアム）[29] - ハル・グレイス 役
- ピロートーク〜ベッドの思惑〜（2012年3月22日、関西テレビ） - 山名与志子 役
- Friend-Ship Project（テレビ東京）
  - 第9弾 タクのタクシー（2012年3月31日） - 田中桜子 役
  - 第11弾 15年目の同窓会（2014年2月3日 - 17日） - 田中リカ 役
- 未来日記-ANOTHER:WORLD-（2012年4月21日 - 6月30日、フジテレビ） - 上原倫子 役
- 家族のうた 第2・5・6・最終話（2012年4月22日・5月13日・20日・6月3日、フジテレビ） - 大澤倫子 役
- 37歳で医者になった僕〜研修医純情物語〜 case7（2012年5月22日、関西テレビ） - 花山香澄 役
- 東野圭吾ミステリーズ 第4話（2012年7月26日、フジテレビ） - 市原早苗 役
- ピロートーク〜ベッドの思惑〜（2012年10月4日 - 12月20日、関西テレビ） - 山名与志子 役
- ドンパル（2012年10月7日、NHK BSプレミアム） - 西澤仁美 役
- 結婚しない（2012年10月11日 - 12月20日、フジテレビ） - 田中千夏 役
- ゴーイング マイ ホーム 第3話（2012年10月30日、関西テレビ） - ひとみ 役
- 勇者ヨシヒコと悪霊の鍵 第8話（2012年11月30日、テレビ東京） - フローナ 役
- あぽやん〜走る国際空港 第1話 - 第7話（2013年1月17日 - 2月28日、TBS） - 古賀恵 役
- ゆりちかへ ママからの伝言（2013年1月26日、名古屋テレビ） - 中井裕子 役
- 最も遠い銀河（2013年2月2日 - 3日、テレビ朝日） - 李京愛 役
- 80年後のKENJI〜宮沢賢治 映像童話集〜 「銀河鉄道の夜」（2013年3月6日、NHK BSプレミアム）
- 最終特快（2013年3月21日、NHK） - 南由美子 役
- Y・O・U やまびこ音楽同好会（2013年11月30日、関西テレビ） - 中山香奈 役
- 医龍4〜Team Medical Dragon〜 第1話 - 第7話（2014年1月9日 - 2月20日、フジテレビ） - 樋口美雪 役
- 匿名探偵 第1話（2014年7月4日、テレビ朝日） - 田辺由紀 役
- 東京スカーレット〜警視庁NS係 第5話（2014年8月12日、TBS） - 横井真由子 役
- HERO 第7話（2014年8月25日、フジテレビ） - 綾野さくら 役
- 十七歳（2014年8月30日、フジテレビTWO） - 水沢ヒカリ 役[注 9][30]
- 植物男子ベランダー 第11話（2014年9月10日、NHK BSプレミアム） - 路上派の女性 役
  - 植物男子ベランダー SEASON2 第6話（2015年6月18日、NHK BSプレミアム） - 山咲香澄 役
- おそろし〜三島屋変調百物語 第4話 - 最終話（2014年9月20日 - 27日、NHK BSプレミアム） - お彩 役
- ああ、ラブホテル 第2話（2014年12月28日、WOWOW） - 堀田美和 役
- 京都人の密かな愉しみ（2015年1月3日、NHK BSプレミアム） - 一柳美里 役
- 破門（疫病神シリーズ） 第1話・第2話（2015年1月9日・16日、BSスカパー!） - 西村亜美 役
- 風の峠〜銀漢の賦〜 第1話（2015年1月15日、NHK） - 千鶴 役
- 硝子の葦〜garasu no ashi〜（2015年2月21日 - 3月14日、WOWOW） - 佐野倫子 役[31]
- 私は父が嫌いです（2015年3月29日、NHK BSプレミアム） - 吉田亜希子 役
- 迷宮捜査（2015年5月10日、テレビ朝日） - 鷹栖亜矢子 役
- 煙霞 〜Gold Rush〜（2015年7月18日 - 8月8日、WOWOW） - 朱美 役
- 探偵の探偵（2015年7月9日 - 9月17日、フジテレビ） - 織田彩音 役
- 花咲舞が黙ってない 第2シリーズ 第9話（2015年9月3日、日本テレビ） - 西原香澄 役
- このミステリーがすごい! ベストセラー作家からの挑戦状「冬、来たる」（2015年11月30日、TBS） - 京子 役
- コウノドリ 第7話・第8話（2015年11月27日・12月4日、TBS） - 川村実咲 役
- 大阪環状線 ひと駅ごとの愛物語（関西テレビ）
  - Part1 第4話 - 大阪駅 「スナイパーと妖精」（2016年2月2日） - 松戸美代子 役
  - Part2 第5話 - 桃谷駅「酒と泪と男とわたしたち」（2017年2月15日） - 光子 役
- 日本のヴァイオリン王〜名古屋が生んだ世界のマエストロ 鈴木政吉物語〜（2016年2月14日、東海テレビ） - 鈴木良 役
- HOPE〜期待ゼロの新入社員〜（2016年7月17日 - 9月18日、フジテレビ） - 白石涼子 役
- 喧騒の街、静かな海（2016年7月18日、NHK総合テレビ） - 三矢圭子 役
- ヤッさん〜築地発!おいしい事件簿〜 第4話（2016年8月12日、テレビ東京） - 若菜 役
- 遺産相続弁護士 柿崎真一 第8話（2016年9月1日、読売テレビ） - 藤堂留美子 役
- 増山超能力師事務所（2017年1月5日 - 3月23日、読売テレビ） - ヒロイン・住吉悦子 役[32]
- プラージュ〜訳ありばかりのシェアハウス〜（2017年8月12日 - 9月9日、WOWOW） - 矢部紫織 役[33]
- 相棒 season 16 第1・2話（2017年10月18日・25日、テレビ朝日） - 与謝野慶子 役
- 平成細雪（2018年1月7日 - 28日、NHK BSプレミアム） - 蒔岡妙子 役[34]
- BG〜身辺警護人〜 第6話（2018年2月22日、テレビ朝日） - 鮫島喜和子 役
- 弟の夫（2018年3月4日 - 18日、NHK BSプレミアム） - 夏樹 役[35]
- グッド・ドクター（2018年7月12日 - 9月13日、フジテレビ）- 東郷美智 役
- なめとんか やしきたかじん誕生物語（2018年11月20日、関西テレビ） - 高村京子 役[36]
- 警部補・碓氷弘一 〜マインド〜（2018年11月25日、テレビ朝日） - 水沢奈緒子 役
- 孤独のグルメ Season7 特別編 (2018年12月31日、テレビ東京） - 梨門邸・女将 役[37]
- 捨て猫に拾われた男（2019年2月23日、NHK BSプレミアム) - 妻さま 役
- フルーツ宅配便 第8話（2019年3月2日、テレビ東京）- ブルーベリー 役[38]
- 面白南極料理人 第12話（2019年3月31日、テレビ大阪） - 西村の妻・みゆき 役[39]
- パーフェクトワールド（2019年4月16日 - 6月25日、関西テレビ） - 長沢葵 役
- 湊かなえ ポイズンドーター・ホーリーマザー 第4話「ベストフレンド」（2019年7月27日、WOWOW） - 主演・涼香 役[40]
- ストレンジャー〜上海の芥川龍之介〜A Stranger in Shanghai（2019年12月30日、NHK）- 秀しげ子 役
- 今夜はコの字で（2020年1月7日 - 3月23日、BSテレ東） - 田中恵子 役[注 10][8]
  - 今夜はコの字で Season2（2022年4月9日 - 6月25日、BSテレ東） - 田中恵子 役[41]
- ニーハムの旅（2020年3月9日、愛媛朝日テレビ） - 岩井花子 役
- 未満警察 ミッドナイトランナー（2020年6月27日 - 9月5日、日本テレビ） - 稲西結衣 役[42]
- 私たちはどうかしている（2020年8月2日 - 9月30日、日本テレビ） - 大倉百合子 役[43]
- 天国と地獄〜サイコな2人〜（2021年1月17日 - 3月21日、TBS） - 五木樹里 役[44]
- ただ離婚してないだけ（2021年7月8日 - 9月30日、テレビ東京） - ヒロイン・柿野雪映 役[45]
- SUPER RICH（2021年10月14日 - 12月23日、フジテレビ） - 今吉零子 役[46][47]
- ソロモンの偽証 第6話・第7話（2021年11月7日・14日、WOWOW） - 丹野 役
- 『星新一の不思議な不思議な短編ドラマ』『生活維持省』（2022年4月12日、NHK BS4K・BSプレミアム）[48]
- クロサギ（2022年10月21日 - 12月23日、TBS） - 早瀬かの子 役[49]
- 鬼平犯科帳（時代劇専門チャンネル） - おまさ 役
  - 鬼平犯科帳 本所・桜屋敷（2024年1月8日）[26]
  - 鬼平犯科帳 でくの十蔵（2024年6月8日）[26][50]
  - 鬼平犯科帳 血頭の丹兵衛（2024年7月6日）[26][50]
  - 鬼平犯科帳 老盗の夢（2025年2月8日）[51]
- マイダイアリー（2024年10月20日 - 12月22日、朝日放送テレビ・テレビ朝日） - 富田緑 役[52]
- 119エマージェンシーコール（2025年1月13日 - 3月31日、フジテレビ） - 高千穂一葉 役[53]
- 終幕のロンド -もう二度と、会えないあなたに-（2025年10月〈予定〉 - 、関西テレビ・フジテレビ） - 御厨真琴 役[54]

### 配信ドラマ
- VETTER FRIEND（2004年、よしもと Fandango!）
- トライアングル〜The Other Side of Love〜（2009年1月6日、トライアングル携帯サイト） - 花井安奈 役
- ミュードラ Music+Drama 第4弾 春のまぼろし第3話（2010年2月3日、FUJIPACIFIC MUSIC）
- 5年後のラブレター（2010年5月1日 - 全12話、BeeTV） - 神崎麻衣 役
- ラブ・スウィング〜色々な愛のかたち〜（2012年12月20日 - 全12話、BeeTV） - 北田美香 役
- ハッピー ランディング（2014年4月1日 - 全4話、テレ朝動画） - 西沢薫子 役
- さよならのつづき（2024年11月14日、全8話、Netflix） - 成瀬ミキ 役[55]
- 匿名の恋人たち（2025年10月16日配信予定、Netflix） - アイリーン 役[56][57]

### 配信映画
- 結婚学入門（2025年9月3日配信予定、Amazon Prime Video） - 池上紗南 役[58]

### ラジオドラマ
- FMシアター（NHK-FM）
  - 春を待つ女（2012年4月14日） - 竹本綾 役[59]
  - しぶとい連中（2014年11月15日）[60]
- 青春アドベンチャー（NHK-FM）
  - 秘密の花園（2014年2月24日 - 28日）[61]

### 舞台
- 1945（2008年10月25日 - 11月5日、東京・地方） - 光武紗耶子 役
- 恋と革命（2009年1月21日 - 2月1日、赤坂RED THEATER） - 長谷部四季 役
- セレぶり3 オン・ステージ〜セレブは夏に恋するものだ〜（2009年8月29日、東京グローブ座） - 星村美智子（ミチコマン） 役
  - セレぶり3 ラストステージ〜セレブは惜しまれつつ解散するものだ〜（2010年7月10日 - 11日、全労済ホール スペース・ゼロ）
- 錦繍 KINSHU（2009年11月4日 - 12月6日、東京・地方） - 瀬尾由加子 役
- 浮標（2011年1月17日 - 2月13日、東京・地方） - 比企京子 役
- 荒野に立つ（2011年7月14日 - 8月12日、東京・地方） - 玲音 役
- 国語の時間（2013年2月22日 - 28日、座・高円寺） - 柳京子 役
- 焼肉ドラゴン（2016年3月7日 - 27日、新国立劇場小劇場 / 4月8日 - 9日、兵庫県立芸術文化センター中ホール） - 金梨花 役
- 鱈々（2016年10月7日 - 30日、天王洲銀河劇場 ほか） - ミス・ダーリン 役
- 怒りをこめてふり返れ（2017年7月12日 - 30日、新国立劇場小劇場THE PIT） - アリソン 役
- まほろば（2019年4月5日 - 21日、東京芸術劇場シアターイースト / 4月23日 - 24日、梅田芸術劇場シアター・ドラマシティ） - キョウコ 役
- 常陸坊海尊（2019年12月7日 - 12月22日、KAAT神奈川芸術劇場） - 雪乃 役
- COCOON PRODUCTION 2022「広島ジャンゴ 2022」（2022年4月5日 - 30日、東京・Bunkamura シアターコクーン/5月6日 - 16日、大阪・森ノ宮ピロティホール）[62]

### ミュージック・ビデオ
- ザ・ベイビースターズ 「去りゆく君へ」（2003年10月8日）
- TRAX 「Rhapsody」（2005年4月20日）
- PANG 「きずな feat. MEGARYU」（2007年5月9日）
- ザ・ルーズドッグス 「夜になれば」（2007年6月6日）
- 平井堅 「キャンバス」（2008年2月20日）
- mink 「Tomorrow to believe」（2008年4月23日）[注 11]
- Daikinman 「meaning of life〜キミノイミ〜」（2009年2月4日）
- 大橋トリオ 「贈る言葉」（2010年2月24日）
- コブクロ 「風をみつめて」（2018年11月7日）[63]

### 紀行番組など
- 続・セレぶり3〜もっと必死にセレぶりたい!〜（2009年、Ameba Studio）
- 地球テレビ エル・ムンド 自転車探検部 ウズベキスタン編（2011年5月23日 - 27日、NHK BS1）
- ぼくたちのアース〜オーストラリア 奇跡の出会い旅〜（2012年9月17日、RKB毎日放送） - ナレーター
- 目撃!にっぽん 大阪ミナミ “パッチギ”の男（2017年10月8日、NHK）
- ニッポン印象派「かくれ里の巨樹」（2020年3月20日、NHK BS4K） - 語り
- 私の幸福（しあわせ）時間（2022年4月4日 - 、テレビ朝日、ABCテレビ、BS朝日） - ナレーション[64]

・あさイチ「愛でたいnippon 冬こそ京都 ほっこり旅」(2024年2月1日、NHK)  ‐ゲスト

### CM
- 任天堂 えいご漬け（2006年1月 - ）
- ちふれ化粧品（2007年11月 - 2010年3月）
- 東京ガス ガス温水床暖房（2007年11月1日 - 2008年4月27日）
- エイベックス・エンタテインメント H2O（2008年1月16日 - 2月5日）
- JR西日本 「三都物語・京都」（2008年12月 - 2009年3月）
- アステラス製薬 IBSネット（2009年10月 - ）
- キユーピー 具のソース（2011年5月 - ）
- avex trax BoA 「Only One」（2013年3月 - ）[注 12]
- DAIHATSU 企業（2014年1月 - ）
- 日本マクドナルド 月見バーガー（2014年9月 - ）
- 大塚製薬 賢者の食卓「食卓オーケストラ」編（2018年6月 - ）
- 日本生命 笑顔が大好き篇 (2019年7月 -)[65]
- メルカリ メルカリ教室編（2021年4月 - ）- 草彅剛と共演。
- 小野薬品ヘルスケア REMWELL (2022年3月 -) [66]

## 書籍

### 写真集
- made in…?（2010年10月27日、ワニブックス、撮影：横浪修）ISBN 978-4-8470-4305-5

## 受賞歴
- 第3回 おおさかシネマフェスティバル 新人賞 『パッチギ! LOVE&PEACE』
- 2007年度 全国映連賞 女優賞 『パッチギ! LOVE&PEACE』